# Осикоти-но Мицунэ
 Осикоти-но Мицунэ   (яп. 凡河内 躬恒, годы жизни неизвестны и определяются условно как ок. 859 —  ок. 925) — японский придворный администратор и вака-поэт периода Хэйан.
Его имя включено в список Тридцати шести бессмертных поэтов.
Служил губернатором привинций Каи, Идзуми и Авадзи. По возвращении в Киото участвовал в составлении императорской поэтической антологии Кокинвакасю под началом Ки-но Цураюки. Его вклад в поэзию значителен: в официальные антологии включены его 193 стихотворения. Включение его вака в знаменитую антологию Хякунин иссю (№ 29) ещё больше упрочило его известность.

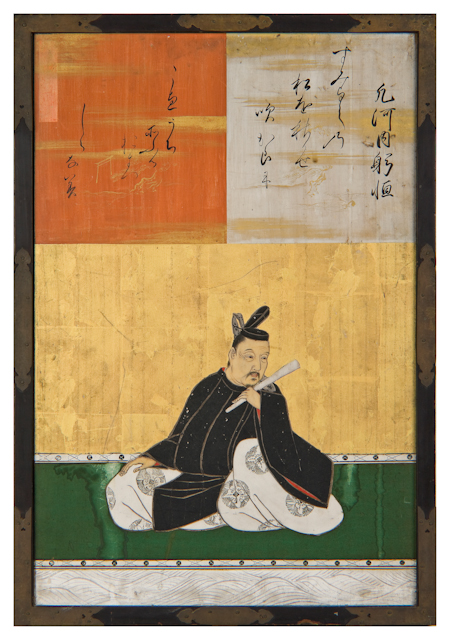
Портрет Осикоти-но Мицунэ работы Кано Таню, 1648

Хякунин иссю, № 29.

  О, если б мог я

срывать, что пожелаю!

  Тогда нарвал бы

я белой астры, — с нею

и первый белый иней.

 Перевод Н. Новича (Бахтина)